# Großengersdorf
Großengersdorf (také: Groß-Engersdorf) je městys v okrese Mistelbach v Dolních Rakousích. Žije zde přibližně 1 500 obyvatel.

## Geografie
Großengersdorf leží ve Weinviertelu (vinné čtvrti) v Dolních Rakousích pět kilometrů východně od Wolkersdorfu na okraji pahorkovité krajiny, která se uzavírá na severu Moravským polem. Plocha městyse je 15,53 kilometrů čtverečních, 6,65 % plochy je zalesněno.
Městys sestává pouze z jednoho katastrálního území Großengersdorf.

## Historie

### Vývoj počtu obyvatel
V roce 1971 zde žilo 1437 obyvatel, 1981 1312, 1991 1341, při sčítání lidu v roce 2001 měla obec 1430 a ke dni 1. dubna 2009 žije v obci 1466 obyvatel.

## Politika
Starostou obce je Josef Staut, vedoucím kanceláře je Erwin Schickmüller a zástupcem starosty je DI Elfriede Rath.
V obecním zastupitelstvu je 19 křesel. Po obecních volbách v roce 2005 jsou mandáty rozděleny takto: (ÖVP) 10, (SPÖ) 7, (FPÖ) 1 a (Zelení) 1.

## Zemědělství
Obec je dosud ještě převážně zemědělská.
Vedle polí má velký význam vinařství. Typickou odrůdou pro Weinviertel je „Veltlín zelený“ (bílé víno) a „Zweigelt“ (červené), proto se tyto odrůdy nejvíce pěstují.

## Kultura a pamětihodnosti

### Sklepní ulice
- Großengersdorf má dvě pěkné, staré sklepní ulice.
- Na podzim se tu oslavuje vinobraní.

### Muzeum
- Muzeum vesnické kultury. Exponáty jsou z rolnického zemědělského života.

V Großengersdorfu je čilý spolkový život.

### Hudba
Hudební spolek „Harmonia Großengersdorf“ byl založený v roce 1886 a sdružuje (v roce 2007) 71 aktivních členů.

### Sport
- SC Großengersdorf (fotbal)
- Volleyballverein Großengersdorf (odbíjená)
- Tri-Running-Team Musketiere (mušketýři)
- Tischtennisverein Großengersdorf (stolní tenis)

### Ostatní
- Jugendverein Großengersdorf (mládežnický spolek)
- Musikverein Großengersdorf (hudební spolek)

## Hospodářství a infrastruktura
Nezemědělských pracovišť bylo v roce 2001 30, zemědělských a lesnických pracovišť bylo v roce 1999 81. Počet výdělečně činných osob v místě bydliště činil v roce 2001 628, tj. 44,54 %.

### Doprava
Großengersdorf leží na „Stammersdorfské lokálce“ (dnešní „Weinviertel-Landesbahn“).